# كوشامبي
كوشامبي رمزها «KS» (بالإنجليزية: Kaushambi) ، هو تقسيم إداري لدولة الهند تتبع ولاية أتر برديش (بالإنجليزية: Uttar  Pradesh) ، مركزها هو مدينة مانجانبور (بالإنجليزية: Manjhanpur) عدد سكانها حسب تعداد سنة 2001 هو 1,294,937 ، مساحتها 1,837 كم² وكثافة السكان 705 لكل كم² .